# Tommaso Dolabella

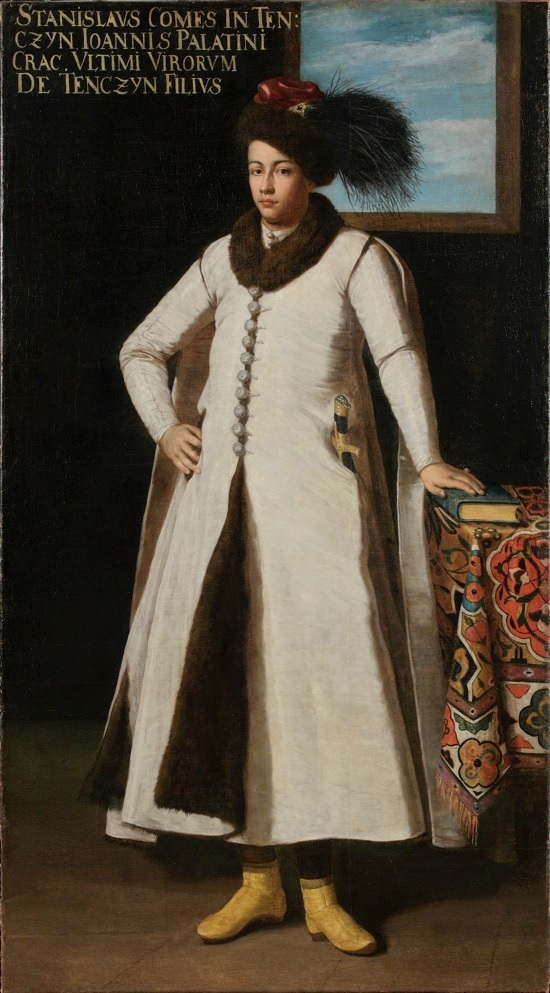
Porträt von Stanisław Tęczyński

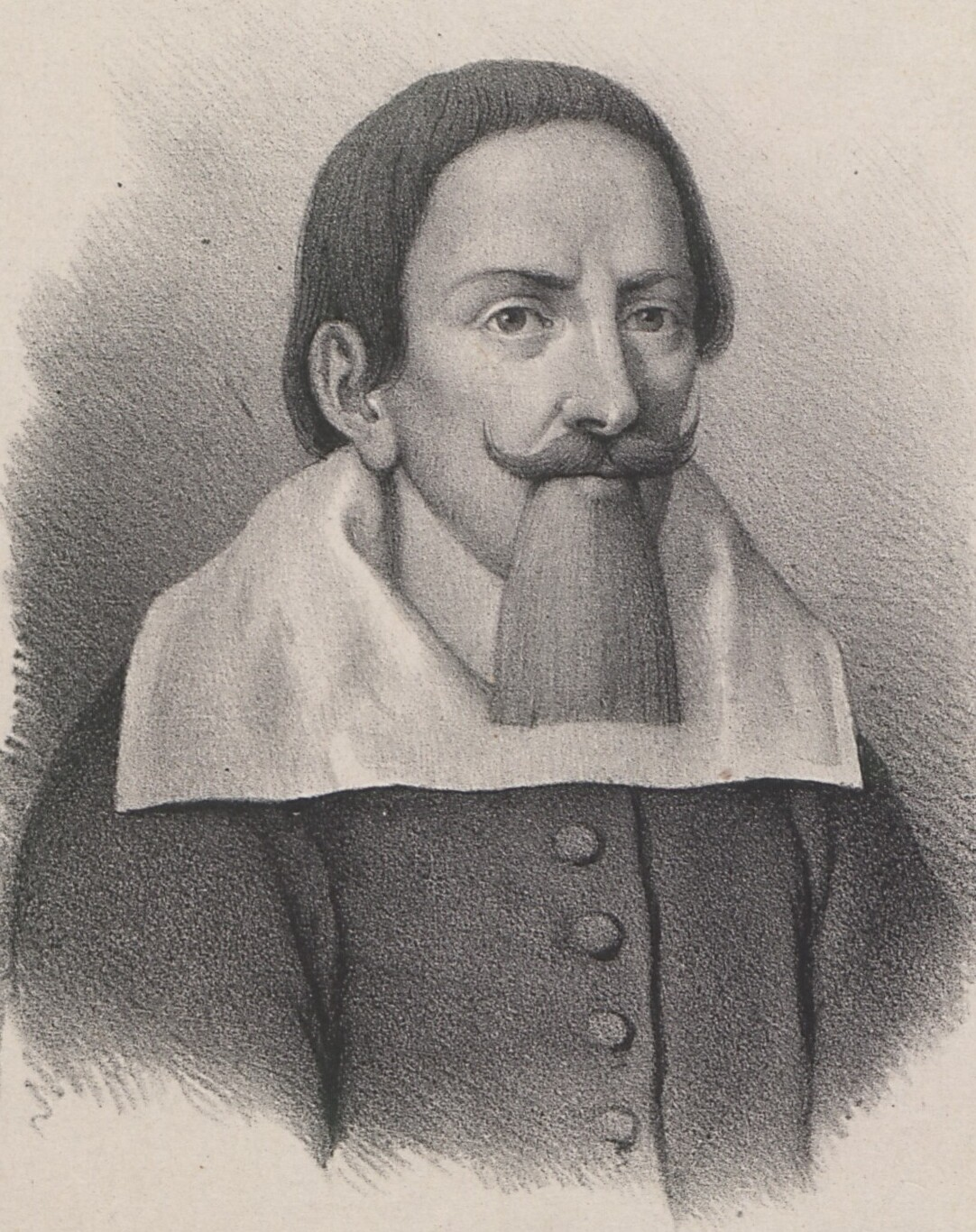

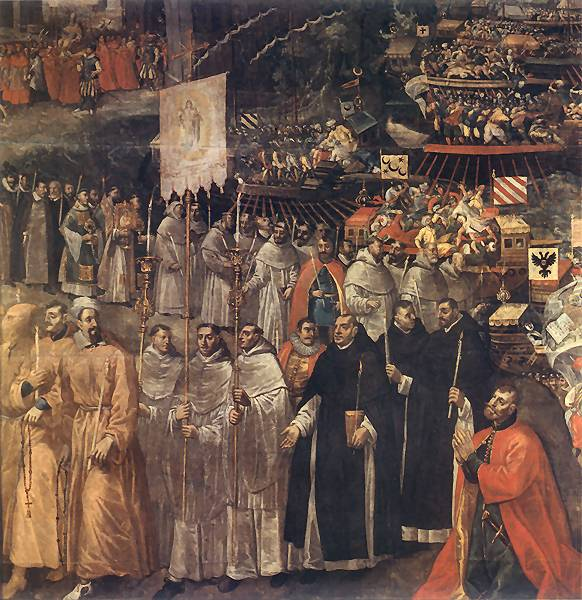
„Schlacht bei Lepanto“, Fragment

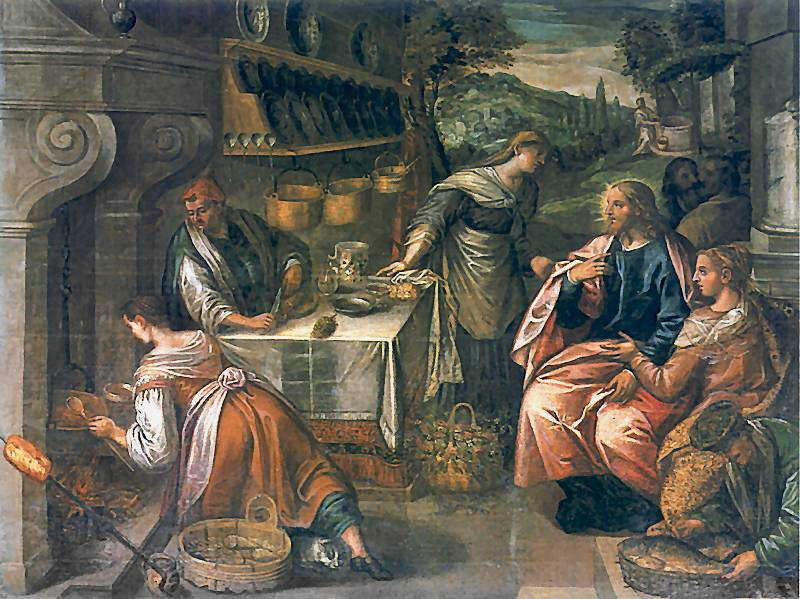
„Christus bei Maria und Martha“

Tommaso Dolabella (* um 1570 in Belluno; † 17. Januar 1650 in Krakau) war ein italienischer Maler des Barocks, tätig in Polen.
Dolabella war Schüler des in Venedig ansässigen Malers griechischer Abstammung Antonio Vassilacchi und war bei der Ausschmückung des Dogenpalastes in Venedig tätig. Er kam um 1600 nach Polen und wurde Hofmaler der polnischen Könige Sigismund III. Wasa, Władysław IV. Wasa und Johann II. Kasimir Wasa.
Er schuf Bilder religiösen Inhaltes auf Bestellung der Krakauer Klöster und der Wawel-Kathedrale. Er malte auch zahlreiche Porträts. Seine für das Wawel-Schloss bestimmten historischen und allegorischen Bilder sind verschollen. Das Bild „Schlacht bei Lepanto“ überdauerte in der Posener Dominikanerkirche wie auch Bilder in Krakauer Kirchen.
Dolabella brachte den Stil der Venezianischen Spätrenaissance von Paolo Veronese und Jacopo Tintoretto nach Polen. Er hatte einen bedeutenden Einfluss auf die polnische Malerei. Die bis dahin übliche Temperamalerei auf Holz wurde durch Ölmalerei auf Leinen verdrängt.

## Quelle
- Władysław Tomkiewicz, „Dolabella“, Wydawnictwo Arkady, Warszawa 1959